# James Horner
James Horner (Los Angeles, 1953. augusztus 14. – Los Padres Nemzeti Park, Kalifornia, 2015. június 22.) kétszeres Oscar-, kétszeres Golden Globe-díjas és hatszoros Grammy-díjas amerikai filmzeneszerző.
Zenei tanulmányait Ligeti Györgynél kezdte, majd a University of Southern California (USC) és a University of California Los Angeles (UCLA) egyetemeken folytatta. Karrierje 1982-ben a Star Trek II: Khan haragja című film zenéjének megírásával kezdett meredeken felfelé ívelni. Két Oscar-díját a Titanic című film zenéjéért a Legjobb eredeti filmzene és a Legjobb betétdal kategóriában kapta. Ő írta többek között A bolygó neve: Halál, A rettenthetetlen, az Apolló 13, a Viharzóna, az Egy csodálatos elme, a Trója, az Apocalypto és az Avatar zenéjét. Magát „történetmesélőként” jellemezte, aki zenéjével a film szereplőinek legmélyebb érzéseit kívánta a közönségnek közvetíteni. Repülőgép-szerencsétlenségben hunyt el 61 évesen, 2015 júniusában.

## Életpályája

### Gyermekkora és iskolái
1953-ban született Los Angelesben, zsidó származású bevándorlók gyermekeként. Hornert kora gyermekkorától kezdve érdekelte a zene – ötéves korában kezdett zongorázni. Édesapja, a kétszeres Oscar-díjas díszlet- és látványtervező Harry Horner 1910-ben az Osztrák–Magyar Monarchia – ma Csehország – területén fekvő Holice városban született, s az 1930-as évek közepén költözött az Egyesült Államokba. Munkája azonban gyakran szólította a világ legkülönbözőbb városaiba, s ilyenkor magával vitte családját is. Sokat tartózkodtak Európában; James Horner így gyermekkora nagy részét Londonban töltötte, ahol az 1958-ban alapított Holland Park School tanulója volt. „Londonban jártam iskolába – hét közben egyedül laktam a lakásunkban, hétvégén pedig repülőre ültem, és mentem a családom után. Mindenhová követtük az apámat, ahol éppen a munkája volt. Amolyan vándorszínházi család voltunk.” – mondta életének erről a szakaszáról. Tízéves volt, mikor Beethoven hetedik szimfóniájának második (Allegretto) tételét meghallgatva eldöntötte, hogy zeneszerző lesz. Középiskolás éveiben az Arizona államban található Verde Valley School diákjai közé tartozott, majd tanulmányait a londoni Királyi Zeneakadémián (Royal Academy of Music) folytatta. Egy évet Hamburgban töltött, Ligeti György magántanítványaként. Az Egyesült Államokba visszatérve a University of Southern California, majd a UCLA (University of California Los Angeles) hallgatója volt, s PhD fokozatot szerzett zeneszerzés és zeneelméletből.

### A kezdetek
Horner kezdetben a klasszikus zenei világban képzelte el a jövőjét, s egyáltalán nem érdekelték a filmek. Húszas évei elején az UCLA-n tanított, ám hamar rájött, hogy a tanári pálya nem az ő világa. „Azt gondoltam: Huszonhárom éves vagyok és mit is csinálok? Mit akarok kezdeni az életemmel? Nem akarok életem végéig tanítani. Nem vagyok rá képes. Őrültség lenne. Különben is, úgy két-három évvel fiatalabb voltam azoknál, akiket tanítottam.” Nem volt könnyű feladat az sem, hogy komolyzenei műveinek publicitást szerezzen. „A koncerteken a kortárs zeneszerzők mindig a szünet után következtek; aki őket már nem akarta meghallgatni, nyugodtan elmehetett.” A Spectral Shimmers című szimfonikus művét, melyet 1978-ban írt, egyetlen alkalommal játszotta el az Indianapolis Symphony Orchestra, kb. 400 fős közönség előtt. További előadások pénzhiány miatt nem kerülhettek sorra. A szerző ezek után egészen kiábrándult a klasszikus zenei világból. Egy 1983-ban készült interjúban a következőket mondta erről: „A Spectral Shimmers volt az a darab, mely után elhatároztam, hogy otthagyom az akadémiát, és filmzenéket fogok írni. Nagyon sok munkámba került megírni, és még többe, hogy elérjem, érdekeljen valakit, hogy találjak zenekart, helyet és időt előadni. Elmentem Indianapolisba, és minden követ megmozgattam, hogy időt kapjak próbálni, és mindezek után egyetlen este játszották el. És akkor ott álltam és azt kérdeztem: És most? Úgy éreztem, csak annak a négyszáz embernek mondott valamit, akik ott voltak. Nekik nagyon tetszett, de ez ahhoz nem volt elég, hogy több előadás lehessen. Nagyon sokba került, mert ez egy nagyzenekarra írott darab volt, amellett egy modern darab, s elég sok minden hatott az ilyen művek ellen. Akkor azt mondtam, az egyetlen lehetőségem az, ha filmekhez írok zenét. Csak ezen az egy módon lehetséges az, hogy az ember megír valamit, aztán négy héttel később ott áll a város legjobb zenészei előtt, és saját fülével hallja, amit leírt.” A filmzene világában az első lépéseit az American Film Institute (AFI) tanulófilmjeihez írt zenékkel tette meg (The Drought, Fantasies, Gist and Evans, Landscapes, Just for a Laugh, The Watcher, mind 1978), melyeket a Roger Corman vezette New World Pictures alacsony költségvetésű mozijai követtek (Up From The Dephts, 1979; The Lady In Red, 1979; Battle Beyond The Stars, 1980; Humanoids From The Deep, 1980).

### Hollywoodi karrierje
Zenéire, melyeket Corman B-kategóriás filmjeihez írt, Hollywoodban is felfigyeltek, s 1982 januárjában (még a forgatás alatt) felkérték a Star Trek II: Khan haragja aláfestésének megírására. (Horner néhány másodpercre meg is jelenik a filmben, mint az űrhajó legénységének egyik tagja.) Ez az első „igazi”, nagy költségvetésű hollywoodi produkció karrierjének fordulópontját jelentette. 1983-ban a Támadás a Krull bolygó ellen című filmhez írt zenéjét a Londoni Szimfonikus Zenekar játszotta el. A kilencnapos felvételsorozat végén a zenészek felállva ünnepelték az alig 30 éves művészt, aki a legfiatalabb karmester volt a zenekart valaha vezénylők sorában. 1984-től kezdődően Ron Howard filmrendezővel alkotott Horner igen termékeny párost; közös produkcióik sorába tartozik: Selyemgubó (1984); Willow (1988); Apolló 13 (1995); Váltságdíj (1996); A Grincs (2000); Egy csodálatos elme (2001); Az eltűntek (2003). A Grincs című filmhez a szerző és alkotógárdája meglehetősen különleges, saját maguk által kreált fúvós hangszereket is használt, hogy minél élethűbben jeleníthessék meg a történetben szereplő Kifalva zenészei által produkált, korántsem hétköznapi hangokat. Noha a zenei felvételek nyáron zajlottak, a stáb a stúdióban a film témájának megfelelően karácsonyfa állításával teremtett kellő hangulatot.
1986-ban A bolygó neve: Halál című film zenéjéért a 33 éves zeneszerző elkönyvelhette élete első Oscar-jelölését. A filmet James Cameron rendezte (ő is Cormannél kezdte pályafutását), s mivel csúszott a vágásokkal, Hornernek a zene megírására igen kevés ideje maradt. Cameron nem is igazán volt megelégedve alkotásával, s innentől kezdve a két filmes nagy ívben kerülte egymást.
Az 1980-as, ’90-es években Horner rajzfilmekhez is írt zenét (Egérmese, 1986; Őslények országa, 1988; Egérmese 2 – Egérkék a vadnyugaton, 1991; Once Upon a Forest, 1993; Négy dinó New Yorkban, 1993; Könyvek parancsnoka, 1994; Balto, 1995), melyek közül az Egérmese betétdala (Somewhere Out There) Grammy-díjat nyert, s jelölték Golden Globe-ra és Oscarra is.
A további jelölésekre sem kellett túl sokat várnia: 1990-ben Az 54. hadtest zenéjét Golden Globe-ra, a Baseball álmok zenéjét Oscarra jelölték. Ez utóbbi filmet Phil Alden Robinson rendezte, aki egy interjúban elmesélte, hogy amikor alkotását levetítette Hornernek, a vetítés végeztével a zeneszerző felállt, és egyetlen szó nélkül távozott. Pár perccel később kiderült, nem azért, mert a filmet olyan rossznak tartotta volna, éppen ellenkezőleg: igencsak meghatódott a láttán, és máris hozzáfogott a zene megírásához. A várakozásokkal ellentétben azonban nem nagyzenekarra komponálta a művét, hanem szintetizátorok, zongora és a Tony Hinnigan által megszólaltatott pánsíp képezték alkotásának gerincét. (Tony Hinnigan a későbbiekben is gyakran működött együtt a szerzővel.) A filmet készítő Universal Pictures embereinek nem kis megrökönyödésére sokáig nem is voltak a zenének leírt kottái; a muzsikát olykor helyben improvizálták, a felvételkor.
1996-ban egyszerre két filmzenéje is szerepelt a Filmakadémia díjának várományosai között: az Apolló 13 és A rettenthetetlen (mindkettő 1995). Utóbbit Mel Gibson rendezte, és a főszerepet is maga játszotta. Filmje zenéjét eredetileg pusztán gregorián énekkar felhasználásával képzelte el, de Hornernek sikerült meggyőznie, hogy változtasson a hozzáállásán. A művet végül a Londoni Szimfonikus Zenekar játszotta el, és különféle kelta hangszerek (duda, sípok, dobok) is helyet kaptak benne. Az aranyszobrot azonban nem sikerült elnyernie; a díjazott Luis Bacalov lett a Neruda postása (Il Postino) című mozihoz írt alkotásáért.
1993 igen termékeny év volt Horner életében; összesen tíz filmhez írt zenét, köztük olyanokhoz, mint A bajnok, A Pelikán ügyirat, Az arc nélküli ember. A művész pályája későbbi szakaszában is szívesen elvállalta kis költségvetésű filmek zenéjének megírását; a 2005-ös Elrabolva is ezek közé tartozott.
Horner gyakran írta igaz történeteken alapuló filmek zenéit; a Balto, az Apolló 13, a Titanic és a Viharzóna után a 2002-ben Oscar-díjra jelölt Egy csodálatos elme (2001) aláfestését is. A szerzőt felkérték ekkortájt a Harry Potter és a Gyűrűk Ura zenéjének megírására is, ám ő inkább Ron Howard filmjét választotta, mondván: „Az ilyen filmek alapvetően nagyon sokat jelentenek nekem. Az ilyen filmek valójában inkább művészfilmek, szemben a kommersz filmekkel.”
A 2001-es Ellenség a kapuknál című film zenéjét a rendező, Jean-Jacques Annaud a témának megfelelően oroszos, katonai stílusban képzelte el, Horner azonban nem szerette volna, ha azt sütötték volna művére, hogy pusztán klisékből tevődik össze. Ilyenformán a balalajkát, mint jellegzetes orosz hangszert csupán a filmhez írt záró tételben alkalmazta, és leginkább a kórusra támaszkodott. Alkotásának egyik vezérmotívuma úgyszólván megegyezik John Williamsnek a Schindler listája című mozihoz komponált fődallamával, azonban valószínűleg téves az az állítás, mely szerint Horner ezt valóban Williamstől "vette kölcsön", ugyanis a szóban forgó dallam ennél régebbi eredetű: Gustav Mahler nyolcadik szimfóniájában ("Ezrek szimfóniája", 1906–1907) jelenik meg. Horner a témát már korábban is felhasználta a Balto (1995) és a Titanic (1997) című filmek zenéjéhez.
A 2000-ben elkészült Viharzóna után 2004-ben ismét együtt dolgozott Wolfgang Petersen rendezővel. A Trója stábjába meglehetősen furcsán került be. A film zenéjének megírását eredetileg Gabriel Yaredre bízták, s ő a lehető legjobban igyekezett is teljesíteni a feladatot. A Warner Bros. embereinek mégsem tetszett az alkotás, és szerződést bontottak vele. Mivel a tervezett bemutatóig már nagyon kevés idő maradt, és mert elhalasztani semmiképp nem szerették volna, nagyon gyorsan új zeneszerzőt kellett találniuk. A választás James Hornerre esett, akinek ilyenformán alig két hete volt a zene megírására és felvételére.
A 2005-ös év is hozott számára egy kissé ellentmondásosra sikerült projektet: szerződött Terrence Malick Az új világ című mozijához, ám igen nehézkesen jutott közös nevezőre a rendezővel. Malick folyton újravágta készülő filmjét, jeleneteket rendezett át vagy éppen hagyott ki teljes egészében, jelentősen megnehezítve ezzel a zeneszerző dolgát. A film végleges változatában Horner zenéjét részben Wagner- és Mozart-darabokkal helyettesítette, ellenben a New Line Records gondozásában megjelent CD a szerző eredeti művét tartalmazza, melynek nagy része a filmben nem is hallható.
Horner alkotása Mel Gibson Apocalypto (2006) című filmjéhez a szokásostól eltérően nem szimfonikus zenekarra íródott. A legkülönfélébb egzotikus fúvós és ütős hangszerek kaptak benne szerepet, némi szintetizátoros hangzással és Rahat Nusrat Fateh Ali Khan egyedi vokáljaival kiegészítve. Az Apocalypto a rendező és a zeneszerző harmadik közös produkciója. James Horner neve kezdetben A passió alkotógárdájában is szerepelt, de mivel Gibson végül nem volt megelégedve Horner elképzelésével, John Debneyre bízta a zene megírását.
2006-ban a CBS televíziótársaság az esti híradójuk új főtémájának megkomponálására kérte fel, s a szerző el is vállalta a feladatot, noha hasonló megbízásra addigi karrierjében még nem volt példa. Bob Petersen, a híradó új arculatának kialakításáért felelős rendező az Egy csodálatos elme című album meghallgatása után döntött úgy, hogy Hornerre kívánja bízni a munkát.„Kihívás volt. Soha nem írtam még négy másodperces darabokat.” – mondta a szerző. A híradó Katie Couric vezetésével 2006. szeptember 5-étől 2011. június 5-éig volt adásban Horner főcímzenéjével. Június 6-ától a híradó vezetését Scott Pelley vette át, és ezzel a főcímzene is megváltozott: a hírműsor egy korábbi, 1987-es témával indult.
A zeneszerző 2008 februárjában megjelent műve Mark Waters rendező családi kalandfilmjéhez (A Spiderwick-krónikák) készült, mely Holly Black és Tony DiTerlizzi azonos című regényeinek filmes adaptációja.
2008 áprilisában újabb alkotása látott napvilágot: a Vadim Perelman rendezte The Life Before Her Eyes című filmhez visszafogott, zongorán és szintetizátorokon alapuló zenét írt. A mozi témája nem éppen könnyed: főszereplője, Uma Thurman egy iskolai lövöldözés túlélőjét alakítja, aki húsz év után sem tud szabadulni a rettenetes emléktől.
Az ír John Boyne azonos című regénye alapján készült és Budapesten forgatott A csíkos pizsamás fiú zenéje szintén a szerző csöndesebb, elgondolkodtató, javarészt zongorára alapozott művei közé tartozik. A filmet, mely a holokauszt idején játszódik, s egy német és egy lengyel zsidó kisfiú különös és tragikus végű barátságát meséli el, 2008 szeptemberében mutatták be Angliában.
2009-ben az Intrada Records révén napvilágot látott néhány, addig kiadatlan műve is: a Gonosz lélek közeleg (1983), a Natty Gann utazása (1985), a Drágám, a kölykök összementek (1989), a Közelkép (1990) és a Kártyavár (1993) című filmek zenéi, emellett a Star Trek II: Khan haragja című mozihoz írt alkotásának bővített változata is (ez utóbbi a Film Score Monthly gondozásában).
Horner 2009-ben ismét együtt dolgozott James Cameronnal; a rendező Avatar címmel sci-fit forgatott a saját maga által kifejlesztett technológiával. A rendező már 2007 júliusában eldöntötte, hogy ehhez a filmjéhez is a Titanic zeneszerzőjét szerződteti. A mű elkészítésében Wanda Bryant népzenekutató is részt vett – a na'vi nép zenei kultúrájának megformálásában nyújtott segítséget Hornernek. Az első felvételek már 2008 márciusában elkészültek; ezeken egy kisebb kórus a kitalált na'vi nyelven énekel. A filmzene főcímdalát, mely az I See You címet viseli, Leona Lewis adja elő. A szerző élete legbonyolultabb és legnehezebb munkájának nevezte az Avatar zenéjének megírását; mellette semmilyen egyéb feladatot nem vállalt el, és 2009 márciusa óta naponta 15-16 órát dolgozott, hogy a zene tökéletesen megfelelhessen a saját és Cameron elvárásainak. A film zenéjét és főcímdalát is jelölték a 2010-es Golden Globe-díjra, de végül egyiket sem sikerült elnyernie, mint ahogy az Oscar-díj is Michael Giacchino polcára került a Fel! című animációs filmhez írt alkotásáért. Cameron a filmnek 4 további folytatását képzelte el, a soron következő, második rész bemutatóját jelenleg 2017-re tervezik.
2013. október 4-én James Horner filmzeneszerzői munkásságát a Hollywood in Vienna rendezvény keretében a Max Steiner Film Music Achievment Award elnevezésű díjjal ismerték el. (A díj a bécsi származású Maximilian Raoul Steinerről kapta a nevét, aki a filmzenék történetének első nagyzenekarra írt művét komponálta az 1933-as King Kong című filmhez.)
2015 elején, negyedik alkalommal dolgozva együtt Jean-Jacques Annaud filmrendezővel, és közel három év szünet után megjelent a Wolf Totem című kalandfilmhez készült alkotása.
2015 júliusában került a mozikba Jake Gyllenhaal és Rachel McAdams főszereplésével, Antoine Fuqua rendezésében a Mélyütés című film, mely egy bokszoló életének drámájáról szól. A Patricia Riggen által rendezett, a 2010 nyarán 69 napra a mélyben rekedt 33 chilei bányász és sikeres megmentésük történetét feldolgozó film bemutatója pedig a tervek szerint 2015 novemberében lesz.
Horner soron következő projektjei között lett volna Mel Gibson Hacksaw Ridge, illetve Harald Zwart (A karate kölyök rendezője) 12th Man című filmjének aláfestése is. Antoine Fuqua egy interjúban elmondta, hogy Horner a Mélyütés című film zenéjének elkészítését ingyen vállalta el, és említést tett arról is, hogy a művész a forgatókönyv alapján a 2017-ben bemutatni tervezett The Magnificient Seven című filmjéhez is írt zenét.

### A Titanic Oscar-díja
Cameron és Horner A bolygó neve: Halál óta kerülték egymást, ám a legendás hajó tragikus története mégis összehozta őket. A zeneszerző hallott Cameron készülő filmjéről, és úgy érezte, mindenképpen ő szeretné a zenéjét megírni, a rendező pedig elismerte, hogy Horner legutóbbi két Oscar-díjra jelölt darabja (az Apolló 13 és A rettenthetetlen) valóban nagyszerű alkotás. Rossz emlékeiket tehát félretették, és nekiláttak a közös munkának. Első lépésként Cameron odaadta Hornernek a Titanic teljes, vágatlan változatát, melynek hossza 36 órát tett ki, akinek három napjába tellett megnézni. A film utómunkálatai az előzetes tervekhez képest rengeteget csúsztak, a pénz fogyott, a legpesszimistábbak ezt látva óriási bukást jósoltak. Cameron le is mondott a rendezői honoráriumáról. Ő és Horner számtalanszor megvitatták elképzeléseiket a zenéről; a szerző végül négy főtémát írt a filmhez, s tekintettel a hajó ír eredetére (a Titanicot Belfastban építették), tradicionális ír hangszereket is felhasznált művéhez. Az újravágások miatt egypár jelenet zenéjét persze újra kellett írnia; a felvételek a Todd-AO Scoring Stage-en mintegy másfél hónapig tartottak, míg végül 2 óra 15 perc zeneanyag készült a filmhez.
A pesszimistáknak nem lett igazuk: a film közismerten elképesztő sikert aratott világszerte, 14 kategóriában jelölték Oscar-díjra, melyből 11-et valóra is váltott 1998. március 23-án, a 70. Oscar-gálán. James Horner mindjárt két aranyszobrot is hazavihetett: övé lett a legjobb eredeti filmzene és a legjobb betétdal díja is (utóbbit a dalszövegíró Wilbur Jenningsszel megosztva kapta). Az Oscar mellé a Golden Globe-ot is megnyerte Cameron filmjéhez írt művével, és a betétdalt, a Céline Dion által előadott My Heart Will Go On-t, Grammy-díjjal is kitüntették. A filmzenealbumból több mint 22 millió darab fogyott az egész világon csak 1998. április végéig.
2015 áprilisában az Avex Classics International és a Royal Albert Hall szervezésében Titanic Live címmel koncertsorozat kezdődött a már-már legendává vált filmzenéből. A premier 2015. április 27-én a londoni Royal Abert Hallban volt. A koncert ideje alatt a közönség óriás kivetítőn követhette a film képeit.

## Zenei stílusa
Az 1980-as években stílusára a szintetizátorok teremtette elektronikus hangzásvilág, ütős hangszerek széles skálája és néhány főből álló zenekar alkalmazása volt jellemző. E korszakának kiemelkedő darabjai a Commando, a 48 óra és a Megint 48 óra című filmzenék, melyekben a „városi jazz” pörgő ritmusai és szaxofonja mellett a vonós hangszereken megszólaló dallamok teremtenek igen egyedi hangzásvilágot. Természetesen ebben az időszakban sem csak akciózenéket írt, és az 1990-es évektől zenéiben a főszerepet egyértelműen a (gyakran 80-100 tagot számláló) szimfonikus zenekar vette át. Karrierjének legtermékenyebb évtizedében olyan műveket vetett papírra, mint a Szenvedélyek viharában, A rettenthetetlen és a Titanic című filmek zenéi, melyek e nagyívű, érzelemgazdag, epikus stílusának legismertebb és legelismertebb darabjai. A 2000-es években egyes műveiben újabb stílusváltozást figyelhettünk meg: a szimfonikus zenekar már kisebb szerepet kap, és a szerző kísérletező kedve került előtérbe (például a 2005-ös Elrabolva című film zenéjében).
Zenéi vezérdallamait általában igen gyorsan megkomponálta, de a hangszerelés hosszabb időt vett igénybe. Ezt a folyamatot igen gyakran hasonlította a festészethez, mondván, számára legalább olyan fontos, hogy megtalálja a jelenethez legjobban illő hangszereket, mint a festőnek a színeket. Minduntalan törekedett az adott film hangulatának, történetének megfelelő, olykor igen különleges hangszerek használatára – erre talán az Apocalypto című film zenéje a legjobb példa. Az 1994-es, Golden Globe-ra jelölt Szenvedélyek viharában című filmben a Willow után ismét felbukkant Kazu Matsui és a shakuhachi; a japán fúvós hangszer ezt követően szerepelt még a két Zorro-filmben is (Zorro álarca, 1998; Zorro legendája, 2005). A Viharzóna (2000) hangzásvilágát az elektromos gitár tette teljessé; indián síp és dallamok jelentek meg A fegyverek szavában (2002), kasztanyett és flamenco táncosok a két Zorróban; basszusharmonika és csembaló A Spiderwick-krónikák című filmben. Gyakran szerepeltetett szólistát műveiben (Apolló 13 – Annie Lennox, 1995; Titanic – Sissel Kyrkjebø, 1997; Egy csodálatos elme – Charlotte Church, 2001; A gyávaság tollai – Rahat Nusrat Fateh Ali Khan, 2002; Határok nélkül – Caseline Kunene, 2003; Trója – Tanja Tzarovska, 2004; Az új világ – Hayley Westenra, 2005), és nem egyszer kórust (Támadás a Krull bolygó ellen – Ambrosian Singers, 1983; Őslények országa – King's College Choir, 1988; Az 54. hadtest – Boys Choir of Harlem, 1989; Ellenség a kapuknál – London Voices, 2001; Trója – Bulgarian Women's Choir, 2004). Nem volt idegen tőle a betétdalok írása sem (I Want To Spend My Lifetime Loving You – Zorro álarca; Then You Look At Me – A kétszáz éves ember; Yours Forever – Viharzóna; Where Are You Christmas – A Grincs; I See You – Avatar). Az általában rézfúvós hangszeren megjelenő, négy hangból álló danger motif (veszélyjelző motívum) úgyszólván minden albumáról elmaradhatatlan volt. Akciózenéinek szinte állandó szereplője volt a pergődob, míg a lassúbb, érzelemgazdag tételekben a vonósok mellett az oboa, a kürt, a fuvola és nem utolsósorban a zongora kaptak kitüntetett szerepet.
Művei írásakor nemigen alkalmazta a különféle modern digitális technikákat; ezen a téren ódivatúnak tartotta magát, és kézzel vetette papírra zenei elképzeléseit. Karrierje során csupán néhányszor fordult elő, hogy egy adott film folytatásának is ő írja a zenéjét (egy példa erre a Zorro álarca és a Zorro legendája című filmek), mivel nem szeretett ugyanannál a témánál hosszasan "leragadni". James Cameron Avatar című filmjének folytatásain azonban az eredeti elképzelések szerint végig a rendezővel együtt dolgozott volna.

## Kritikai észrevételek
Zenéje általában az érzelmek széles skáláját váltja ki hallgatóiból mind pozitív, mind negatív irányban. Egyesek pályafutásának korai darabjait kedvelik igazán, és a későbbieket kevésbé szívesen hallgatják, míg mások éppen fordítva állnak hozzá. Munkásságának bírálói szerint feltűnően gyakran bukkantak fel műveiben saját korábbi darabjaiból, illetve más zeneszerzőktől (például Szergej Prokofjevtől, Dmitrij Sosztakovicstól, Benjamin Brittentől) átvett motívumok. A rettenthetetlen című film zenéjének egyik főtémája például visszaköszön A kétszáz éves ember, a Viharzóna és A király összes embere című filmekhez írt műveiben is, a Willow aláfestése pedig Schumann harmadik szimfóniájából merít. (Horner természetesen nem az egyetlen filmzeneszerző volt, akivel ilyesmi előfordult.)
Saját dallamainak ez az akár többszöri felhasználása olyannyira jellemző volt zenéjére, hogy a későbbi művei között szinte nincs is olyan, melyben rá ne ismerhetnénk egy-egy motívumára korábbról. A filmzenekedvelők egy része ezt nem igazán nézi jó szemmel – érvelésük szerint Horner elég tehetséges zeneszerző lett volna ahhoz, hogy mindig új dallamokat komponáljon, és nem egészen értik, miért nem tett így. Vannak azonban, akik kevésbé szigorúak, és a vissza-visszatérő témákra mint markáns stílusjegyekre tekintenek, azzal magyarázva a jelenséget, hogy a különféle cselekményű filmekben olykor azért alapvetően hasonló érzelemvilágot kellett a szerzőnek ábrázolnia. A kétszáz éves ember című film zenéjéről a Filmtracks.com a következőket írta: „Mindenképpen vásároljuk meg, ha próbára szeretnénk tenni magunkat, elég jól ismerjük-e James Hornert, és felfedezzük-e az album hallgatása közben mind a tíz (igen, tíz!) korábbi filmzenéjét, melyekből ez a műve felépül. Ha azonban a hasonló iskolai dolgozatokról rossz emlékeink vannak, inkább kerüljük el.” Jonathan Broxton filmzenekritikus 2006-ban megfogalmazott véleménye szerint viszont „munkássága inkább olyan, mint egyetlen, 25 éve íródó, hatalmas, soktételes szimfónia, melyben minden egyes filmzene egy újabb tétel, s melyben a témák és motívumok éveken keresztül jelen vannak és tovább fejlődnek, nem csupán egyszeri, két órahosszás időtartamra szólnak.”
Horner maga a következőképpen vélekedett: „Mozart korában Mozart volt a legjobb. De ha akármelyik tizenöt zeneszerzőt megnézzük abból az időből, kiderül, hogy a zenéjük tulajdonképpen olyan volt, mint Mozarté. Legyen az Michael Haydn, az ő édesapja, vagy bárki, a műveikbe belehallgatva rájöhetünk, hogy mind ugyanazt a zenei nyelvet beszélték. A filmzene egy furcsa, ördögi dolog; minden egyes darabnak teljesen különbözőnek kell lennie – legalábbis a jogásznyelv szerint. De művészként ezt lehetetlen megvalósítani. Ugyanazt a feladatot sokféleképpen is meg lehet oldani. Ott van például a Casper, vagy akármelyik kalandfilm, amelyhez akár én, akár mondjuk John Williams írt zenét – alapvetően ugyanúgy hangzanak. Lehet, hogy az egyik furfangosabb, a másik kifinomultabb, de végeredményben az összbenyomás ugyanaz. A klasszikus zene – a komolyzene – pedig számomra egy csodálatos világ, és merítek is belőle.”
Egyes vélemények szerint a szerző a Titanic után nem igazán volt képes maradandót alkotni, ám éppen e megkérdőjelezett időszakban jelölték Oscar-díjra a Ház a ködben című filmhez írt zenéjét, és találkozhatunk a legújabb művei iránti meglehetősen pozitív hozzáállással is.

## Személyisége, magánélete
James Hornert kedves és barátságos, bár eléggé visszahúzódó embernek tartották. Nem szerette a felhajtást, a hivalkodó hollywoodi partikat; filmjei bemutatóira sem mindig ment el, csak ha feltétlenül szükséges volt. Saját bevallása szerint igen félénk természetű volt; olykor még a zenekart vezényelni is lámpalázat okozott neki. A Londoni Szimfonikus Zenekar tubása, Patrick Harrild 2009-ben azt mondta: „amikor velünk dolgozik, mindig nagyon udvarias és barátságos, de komoly elvárásai vannak. Pontosan tudja, hogy mit akar hallani.” Zenéi „utóéletét”, az azokról írt kritikákat nem követte szorosan nyomon. Ha ellenben a munkájáról: a filmekről, a zeneszerzésről beszélt, elragadta a lelkesedés – hosszasan értekezett elgondolásairól, módszereiről, a zenéje által kifejezni kívánt érzelmekről. Élete volt a zeneszerzés, és ennek hangot is adott: „Nagyon szeretek zenét írni; soha nem is tudnék egyébbel foglalkozni, mint filmzeneszerzéssel.” Szabadidejében komolyzenei műveket és különféle népzenéket hallgatott elsősorban, saját szerzeményeit csak nagyon ritkán. („Az ír zene megszállottja vagyok. Szeretem a hangulatát, hangzását és időtlenségét.") Antoine Fuqua filmrendező szerint "családcentrikus ember volt. Nagyon szerette a gyerekeit."
Ars poeticáját 1997-ben így fogalmazta meg: „Nem vagyok olyan, mint néhány más zeneszerző, mert én nem úgy tekintek erre, mint pusztán munkára. Úgy gondolok a zenére, mint művészetre. Nem gondolok az üzleti oldalára. Hálás vagyok, hogy olyasmit csinálok, ami mindenképpen közönség elé kerül, mert ha nem filmzenéket írnék, akkor komolyzenét írnék, melyet talán soha be sem mutathatnék. A mai világban komolyzenét írónak a filmek a >>festővászna<<. Ennek az a hátránya, hogy főnököm van, aki elvárásainak meg kell felelnem. De ha jobban meggondoljuk, ezzel nem sokban különbözöm a régi klasszikus zeneszerzőktől, akik például valami osztrák herceg megrendelésére írtak operát.”

### The Flying Horsemen
Hornert a zene mellett gyermekkora óta érdekelte a repülés is – olyannyira, hogy tizenhét évesen már megszerezte pilóta-jogosítványát. „Azonban választanom kellett a repülés és a zene között” – mondta. „A zenét választottam, de sohasem távolodtam el a repüléstől.” Fordulópontot jelentett, amikor megismerkedett Ed Shipleyvel, a Flying Horsemen (Repülő Lovasok) nevű, eredeti második világháborús P–51 Mustang gépekkel repülő trió alapító tagjával. (A csapat másik két tagja Steve Hinton és Dan Friedkin.) Igen hamar szoros barátság alakult ki közöttük, és Horner innentől kezdve rendszeresen repült velük, általában Shipley társaként, aki szerint „ő az egyetlen, aki végig tudja repülni velünk a rutint úgy, hogy közben nem lesz rosszul.” A trió számára Horner volt a „negyedik repülő lovas”, mert „egyedül ő képes rá, hogy a zenéjében megjelenítse azt, amit repülés közben érzünk”. Ennek fényében a légibemutatókon a csapat 2010 májusa óta az általa komponált zenére repül, amelyet ők egyenesen a repülés himnuszának neveznek.

## Halála
2015. június 22-én, hétfőn, helyi idő szerint délelőtt fél tíz óra körül Horner S-312 Tucano MK1 típusú, kétüléses magánrepülőgépe eddig tisztázatlan körülmények között lezuhant a dél-kaliforniai Santa Barbara közelében, a Los Padres Nemzeti Park területén. A becsapódást követően a repülőgép kigyulladt. A zeneszerző, aki egymaga tartózkodott a repülőgép fedélzetén, a balesetben életét vesztette. A történtekről a helyi tűzoltóság tájékoztatta a sajtót. A zeneszerző halálhírét személyi asszisztense, Sylvia Patrycja Wells hozta nyilvánosságra, melyet később ügynöksége, a Gorfaine/Schwartz Agency is megerősített. Zeb Dunn, Ventura megyei halottkém szerint Horner a gép becsapódásakor lelte halálát, melyet balesetnek minősített. Az amerikai Nemzeti Közlekedésbiztonsági Hatóság vizsgálja az esetet.

## Művei

### Mozifilmek
| 2015 - The 33 - Mélyütés - Living in the Age of Airplanes (dokumentumfilm) - Wolf Totem 2012 - First in Flight (az AFI számára) - A csodálatos Pókember - For Greater Glory: The true story of Cristiada 2011 - Black Gold 2010 - A karate kölyök 2009 - Avatar 2008 - A csíkos pizsamás fiú - A Spiderwick-krónikák 2007 - Szemvillanás alatt 2006 - Apocalypto - A király összes embere 2005 - Elrabolva - Légcsavar - Zorro legendája - Az új világ 2004 - Felejtés - Trója - Bobby Jones: Egy legenda születése 2003 - Ház a ködben - Az eltűntek - Határok nélkül - Rádió 2002 - A gyávaság tollai - A fegyverek szava 2001 - Iris – Egy csodálatos női elme - Egy csodálatos elme - Ellenség a kapuknál 2000 - A Grincs - Viharzóna 1999 - A kétszáz éves ember | 1998 - Joe, az óriásgorilla - Zorro álarca - Deep Impact 1997 - Titanic - Az ördög maga 1996 - Váltságdíj - Feleségemnek, 37. születésnapjára - A bátrak igazsága - Spitfire Grill 1995 - Jade - Balto - Jumanji - Apolló 13 - Casper - A rettenthetetlen 1994 - Szenvedélyek viharában - Könyvek parancsnoka - Végveszélyben 1993 - Bopha - Kártyavár - Jack, a mackó - Az arc nélküli ember - Volt egyszer egy esőerdő - A bajnok - Szving mindhalálig - Négy dinó New Yorkban - A Pelikán ügyirat - Távol, ahol az elefántok… 1992 - Viharszív - Komputerkémek - Őrjítő vágy - Férfias játékok 1991 - Egérmese 2. – Egérkék a Vadnyugaton - Egyszer fent… - Rocketeer - Személyes ügy 1990 - Szeretlek holtodiglan - Megint 48 óra 1989 - Drága papa - Baseball álmok - Az 54. hadtest - Az ellenség földjén - Drágám, a kölykök összementek! | 1988 - Őslények országa - Rezdülések - Selyemgubó – A visszatérés - Vörös zsaru - Willow 1987 - P.K. and the Kid - X program - Elem nélkül nem megy 1986 - A rózsa neve - Kamuzsaru - Where the River Runs Black - Egérmese - A bolygó neve: Halál 1985 - Natty Gann utazása - Önkéntesek - Kommandó - Selyemgubó - Heaven Help Us 1984 - Star Trek III: Spock nyomában - The Stone Boy 1983 - Az öltöztető - Gorkij park - Testamentum - Különleges küldetés - Agyhalál - Támadás a Krull bolygó ellen - Gonosz lélek közeleg 1982 - 48 óra - Star Trek II: Khan haragja 1981 - Deadly Blessing - A kéz - A farkas - D. B. Cooper üldözése 1980 - Humanoids From The Deep - Battle Beyond The Stars 1979 - The Lady in Red - Up from the Depths 1978 (az AFI számára) - The Drought - Fantasies - Gist And Evans - Landscapes - Just for A Laugh - The Watcher |

### Elutasított filmzenék
2006
- Az ügynökség

1988
- A vadnyugat fiai

1984
- Ha eljönnek a bomberek

### Tv-filmek
| 2015 - One Day in Auschwitz (dokumentumfilm) 2000 - Freedom Song (Néger sors) 1992 - Crossroads (főtéma) - Fish Police (főtéma) 1990 - Mesék a kriptából II. – Cutting Cards című epizód - Közelkép | 1985 - Amazing Stories (Alamo Jobe című epizód) - Faerie Tale Theatre (The Pied Piper of Hamelin című epizód) - Surviving 1983 - Between Friends 1982 - A Piano For Mrs. Cimino 1981 - A Few Days in Weasel Creek |

### Rövidfilmek
| 1991 - Norman And The Killer 1989 - Tummy Trouble | 1986 - Captain EO 1985 - Let's Go |

### Szimfonikus művek
- Spectral Shimmers (1978)
- Forest Passage (2000) – Az ohioi Cuyahoga Valley National Recreational Area 25 éves fennállásának alkalmából a Cleveland Orchestra adta elő
- Pas de Deux – Double Concerto for Violin and Cello (2014) – a művet a Royal Liverpool Philharmonic Orchestra mutatta be 2014. november 12-én Vaszilij Petrenko vezényletével, szólistaként Mari és Håkon Samuelsen működtek közre. A mű a liverpooli zenekar fennállásának 175. évfordulójára készült.[80]
- Collage – Concerto for Four Horns (2015) – premierje a londoni Royal Festival Hallban volt 2015. március 27-én. A Londoni Szimfonikus Zenekart Jamie Martin vezényelte, szólistaként (kürt) David Pyatt, John Ryan, James Thatcher és Richard Watkins működött közre.[81]

### Egyéb művek
- CBS Evening News (2006)
- A Universal Pictures logó-zenéje (1990–1997)[82]
- THX-Trailer „Cimarron“
- Horsemen Flying Display Music (2010)

## Díjai és jelölései
| Oscar-díj - 2010: Avatar (legjobb filmzene) - 2004: Ház a ködben (legjobb filmzene) - 2002: Egy csodálatos elme (legjobb filmzene) - 1998: Titanic (legjobb filmzene – dráma, győztes) - 1998: My Heart Will Go On (Titanicból; legjobb betétdal; győztes) - 1996: A Rettenthetetlen (legjobb filmzene – dráma) - 1996: Apolló 13 (legjobb filmzene – dráma) - 1990: Baseball álmok (legjobb filmzene) - 1987: Somewhere Out There (az Egérmeséből; legjobb betétdal) - 1987: A bolygó neve: Halál (Aliens, legjobb filmzene) | Golden Globe-díj - 2010: Avatar (legjobb filmzene) - 2010: I See You (Avatarból, legjobb betétdal) - 2002: Egy csodálatos elme (legjobb filmzene) - 1998: Titanic (legjobb filmzene, győztes) - 1998: My Heart Will Go On (Titanicból; legjobb betétdal; győztes) - 1996: A Rettenthetetlen (legjobb filmzene) - 1995: Szenvedélyek viharában (legjobb filmzene) - 1992: Dreams To Dreams (Egérmese 2. – Egérkék a vadnyugatonból; legjobb betétdal) - 1990: Az 54. hadtest (legjobb filmzene) - 1987: Somewhere Out There (Egérmeséből; legjobb betétdal) |

| Grammy-díj - 2011: Avatar - 2011: I See You (Avatarból) - 2003: Egy csodálatos elme - 1999: My Heart Will Go On (Titanicból; győztes) - 1996: Whatever You Imagine (Könyvek parancsnokából) - 1991: Az 54. hadtest (győztes) - 1990: Baseball álmok - 1988: Somewhere Out There (Egérmeséből; győztes) - 1988: Egérmese | Satellite Award - 2004: Az eltűntek - 2002: Egy csodálatos elme - 2002: All Love Can Be (Egy csodálatos elméből; győztes) - 1998: Titanic (győztes) - 1998: My Heart Will Go On (Titanicból; győztes) |

## Külső hivatkozások

### Rajongói oldal
- James Horner Film Music (angolul)

### Kritikák
- Filmzene.net Archiválva 2007. szeptember 28-i dátummal a Wayback Machine-ben
- Filmtracks Tribute to James Horner (angolul)